# Roberta Pelosi
Roberta Pelosi (Roma, 11 dicembre 1960) è una tiratrice a volo italiana.

## Biografia
Nata a Roma nel 1960, ha iniziato a gareggiare a 10 anni.
In carriera ha vinto 10 medaglie mondiali: 1 nel double trap (argento individuale a Montecatini Terme 1989) e 9 nel trap, 3 individuali (argento a Mosca 1990, in Unione Sovietica e Nicosia 2003, Cipro, bronzo a Perth 1991, in Australia) e 6 a squadre (oro a Mosca 1990, Fagnano Olona 1994, Lima 1997, in Perù e Nicosia 2003, argento a Nicosia 1995 e bronzo a Tampere 1999, in Finlandia).
A 43 anni ha partecipato ai Giochi olimpici di Atene 2004, nella gara di trap, terminando nona con 58 punti, non riuscendo ad accedere alla finale a 6.

## Palmarès

### Campionati mondiali
- 10 medaglie:
  - 4 ori (Trap a squadre a Mosca 1990, trap a squadre a Fagnano Olona 1994, trap a squadre a Lima 1997, trap a squadre a Nicosia 2003)
  - 4 argenti (Double trap individuale a Montecatini Terme 1989, trap individuale a Mosca 1990, trap a squadre a Nicosia 1995, trap individuale a Nicosia 2003)
  - 2 bronzi (Trap individuale a Perth 1991, trap a squadre a Tampere 1999)